# منیزیم سولفات
منیزیم سولفات (به انگلیسی: Magnesium sulfate) موسوم به نمک حمام و نمک اِپسوم Epsom salt با فرمول شیمیایی MgSO۴
رده درمانی: املاح
اشکال دارویی: آمپول و شربت

## موارد مصرف در پزشکی
سولفات منیزیم تزریقی جهت پیشگیری از تشنج در پره اکلامپسی، زایمان زودرس و به ندرت در درمان آریتمی‌ های قلبی مصرف می‌شود. به صورت تزریقی و خوراکی نیز در درمان هیپومنیزیمی استفاده شده‌است. به عنوان گشادکننده برونش نیز مطرح است. محلول خوراکی آن مسهل اسموتیک رایجی است.

## موارد مصرف در کشاورزی
به عنوان کود شیمیایی در خاکهایی که کمبود منیزیم دارند استفاده می‌شود. 

## مکانیسم اثر سلولی
۱- مهار آزادسازی استیل کولین در محل اتصال عصب – عضله
۲- مهار داخل شدن Ca به سلول‌های میومتر (اثر مستقیم)
۳- مانع وارد شدن Ca به درون سلول در اثر افزایش منیزیم درون سلولی که این اثر وابسته به دوز است و در غلظت meq ۱۰-۸ روی می‌دهد.
۴- اثر ضد تشنج در اثر بلوک نورونی Ca از طریق کانال گلوتامات است (این کانال‌ها تنها در CNS وجود دارند) و اثر ضد تشنجی روی کورتکس مغز است. اثر ضدتشنجی بدون ایجاد دپرسیون CNS در مادر و جنین است.
5- منیزیم آنتاگونیست گیرنده NMDA و مسدود کننده کانال کلسیم می‌باشد و در بی‌دردی نقش دارد.

## سایر موارد مصرف
استفاده در ترکیب  مواد دود زا 
استفاده در وان حمام و اسپا به عنوان ماده ریلکس کننده عضلات و اسکراب لایه بردار

## عوارض جانبی
از بین رفتن رفلکس‌های تاندونی عمقی – دپرسیون تنفسی – تهوع و استفراغ – گرگرفتگی – احساس تشنگی – هیپوتانسیون – خواب آلودگی – گیجی – ضعف عضلانی – برادی کاردی – کما. هنگامی که سطوح پلاسمایی به بالاتر از حد درمانی برسد ابتدا رفلکس‌های پاتلار از بین می‌روند. این امر نشان‌دهنده مسمومیت قریب‌الوقوع با منیزیم است. در غلظت ۱۲meq< فلج تنفسی رخ می‌دهد.
درمان دپرسیون تنفسی ۱gr گلوکونات کلسیم داخل رگی همراه با قطع سولفات منیزیم است باید دانست که اثر گلوکونات کلسیم کوتاه مدت است و ممکن است به دوزهای مکرر نیاز پیدا کنیم و انتوباسیون تراکئال و تهویه مکانیکی در دپرسیون شدید انجام می‌شود. دپرسیون تنفسی نوزاد نیز ممکن است.